# Дженніфер Вонг
Дженніфер С. «Дженні» Вонг (англ. Jennifer S. «Jenny» Wong; нар. 1 червня 1981, Вудбері, штат Міннесота) — американська борчиня вільного стилю, бронзова призерка чемпіонату світу, срібна та бронзова призерка Панамериканських чемпіонатів, срібна призерка Кубку світу.

## Життєпис
Боротьбою почала займатися з 1996 року.
Виступала за борцівський клуб «Sunkist Kids» зі Скоттсдейла — передмістя Фінікса. З 2002 року тренувалася під керівництвом Террі Стейнера. До того її тренером був Карл Пофф. Свій перший титул чемпіоки США здобула у 2002 році.

## Спортивні результати на міжнародних змаганнях

### Виступи на Чемпіонатах світу
| Змагання                        | Збірна | Вагова категорія          | Місце  |
| ------------------------------- | ------ | ------------------------- | ------ |
| Чемпіонат світу з боротьби 2003 | США    | жіноча боротьба, до 51 кг | Бронза |
| Чемпіонат світу з боротьби 2005 | США    | жіноча боротьба, до 48 кг | 7      |
| Чемпіонат світу з боротьби 2007 | США    | жіноча боротьба, до 51 кг | 12     |

### Виступи на Панамериканських чемпіонатах
| Змагання                                   | Збірна | Вагова категорія          | Місце  |
| ------------------------------------------ | ------ | ------------------------- | ------ |
| Панамериканський чемпіонат з боротьби 2000 | США    | жіноча боротьба, до 51 кг | Бронза |
| Панамериканський чемпіонат з боротьби 2006 | США    | жіноча боротьба, до 51 кг | Срібло |

### Виступи на Кубках світу
| Змагання                    | Збірна | Вагова категорія          | Місце  |
| --------------------------- | ------ | ------------------------- | ------ |
| Кубок світу з боротьби 2003 | США    | жіноча боротьба, до 51 кг | Срібло |

### Виступи на інших змаганнях
| Змагання                               | Збірна | Вагова категорія          | Місце  |
| -------------------------------------- | ------ | ------------------------- | ------ |
| Міжнародний меморіал Дейва Шульца 2001 | США    | жіноча боротьба, до 51 кг | Срібло |
| Manitoba Open 2002                     | США    | жіноча боротьба, до 51 кг | Бронза |
| Міжнародний меморіал Дейва Шульца 2002 | США    | жіноча боротьба, до 51 кг | Срібло |
| Міжнародний меморіал Дейва Шульца 2003 | США    | жіноча боротьба, до 51 кг | Золото |
| Klippan Lady Open 2004                 | США    | жіноча боротьба, до 55 кг | 4      |
| Міжнародний меморіал Дейва Шульца 2006 | США    | жіноча боротьба, до 51 кг | Бронза |
| Klippan Lady Open 2006                 | США    | жіноча боротьба, до 51 кг | Золото |
| Міжнародний меморіал Дейва Шульца 2007 | США    | жіноча боротьба, до 51 кг | Срібло |

### Виступи на змаганнях молодших вікових груп
| Змагання                                      | Збірна | Вагова категорія          | Місце |
| --------------------------------------------- | ------ | ------------------------- | ----- |
| Чемпіонат світу з боротьби серед юніорів 1998 | США    | жіноча боротьба, до 50 кг | 8     |
| Чемпіонат світу з боротьби серед юніорів 1999 | США    | жіноча боротьба, до 54 кг | 6     |
| Чемпіонат світу з боротьби серед юніорів 2001 | США    | жіноча боротьба, до 50 кг | 9     |